# Czarny Bryńsk
Czarny Bryńsk – wieś w Polsce położona w województwie kujawsko-pomorskim, w powiecie brodnickim, w gminie Górzno. Centrum Górznieńsko-Lidzbarskiego Parku Krajobrazowego.
W latach 1975–1998 miejscowość administracyjnie należała do województwa toruńskiego.

## Demografia
Według Narodowego Spisu Powszechnego (III 2011 r.) liczył 78 mieszkańców. Jest ósmą co do wielkości miejscowością gminy Górzno.

## Oświata
Szkoła w Czarnym Bryńsku powstała między 1858 r. a 1864 r.
- 1951 - Szkoła pełna, niezbiorcza o 4 nauczycielach, klasy I-VIII, uczniów 69
- 6 kwietnia 1995 - uroczyste otwarcie, działającego od 1993 roku, Ośrodka Ekoczar w Czarnym Bryńsku. W okresie 2 lat działania, jesienią i wiosną odbywały się zajęcia dydaktyczne w terenie. Na turnusy ekologiczne w sezonie przyjeżdżało około 1700 dzieci i młodzieży. Główną ideą szkoły była promocja edukacji ekologicznej i przygotowanie do życia zgodnie z eko-rozwojem. Za funkcjonowanie Ośrodka odpowiedzialna była Małgorzata Żuk, nauczycielka biologii w szkole. Po roku obowiązki kierownika placówki przejęło małżeństwo Piotr i Dorota Kalinowscy.